# Dimitrie Găzdaru
Dimitrie Găzdaru (* 18. Januar 1897 in Grivița, Kreis Ialomița; † 8. Juni 1991 in Buenos Aires) war ein rumänischer Romanist und Linguist, der ab 1946 in Argentinien lebte.

## Leben und Werk
Găzdaru (auch: Gazdaru) studierte romanische Philologie in Iași (Abschluss 1922). Nach Ableistung des Wehrdienstes wurde er Assistent von Alexandru Philippide und promovierte 1928 an der Universität Iași mit der Arbeit Descendenții demonstrativului latinesc ille în limba românească (Iași 1929). Zu weiteren Studien hielt er sich in Rom und bei Leo Spitzer an der Universität Marburg auf. Ab 1930 war er Hochschullehrer in Iași, ab 1940 kurzzeitig an der Universität Bukarest. 
Nach Niederschlagung des Putsches der Eisernen Garde durch Ion Antonescu im Januar 1941 verließ er Rumänien und ging über Rom (1942–1946) nach Buenos Aires, wo er ab 1949 an verschiedenen Universitäten (darunter die Päpstliche Katholische Universität von Argentinien) als Professor für Romanistik lehrte. 1968 gründete er an der Universidad Nacional de La Plata die Zeitschrift Románica.

## Weitere Werke
- Originea și răspândirea motivului "amărâtă turturea" în literaturile romanice, Iași 1934 (Das Motiv der betrübten Turteltaube [Mourning Dove, Tourterelle triste] in der romanischen Literatur)
- Episcopatul Românesc din America in lumina canoanelor si a istoriei, Buenos Aires 1957
- Qué es la lingüística, Buenos Aires 1966
- (Hrsg.) Controversias y documentos lingüísticos sobre las leyes fonéticas, La Plata 1967
- Ensayos de filología y lingüística románicas, La Plata 1969
- Aventuras del latín y orígenes de las lenguas románicas, La Plata 1970